# Playa Montoya
La Playa Montoya es una playa uruguaya situada en la costa del océano Atlántico, en La Barra, Maldonado, Uruguay.
A esta playa concurre gente de todas las edades, aunque predomina la gente joven. En primavera y verano cuenta con guardavidas.
La Playa Montoya se encuentra sobre la Ruta 10, en La Barra, a 13 km del centro de Punta del Este. Es una playa ancha, de arenas blancas, formaciones rocosas y olas de altura.
Se suelen realizar deportes como surf, y durante el verano se desarrollan en esta playa etapas del Circuito Uruguayo de Surf, y del Campeonato Mundial de Surf.
En 2012 fue considerada una de las diez mejores playas del mundo por The Sunday Times.